# مائدا میتسوتاکا
مائدا میتسوتاکا (به ژاپنی: 前田 光高 Maeda Mitsutaka) یک دایمیو در اوایل دوره ادو بود. او دایمیوی قلمروی کاگا یود. مادر او تاماهیمه نام داشت و خواهر توکوگاوا ایه‌میتسو سومین شوگون از شوگون‌سالاری توکوگاوا بود.